# 郭伟 (1994年)
郭伟（1994年11月10日—2021年9月20日），是一位中国消防员。

## 生平
1994年出生于贵州修文县，原贵州省安顺市消防救援支队北二环路特勤站消防员，在参与贵州六枝特区牂牁江客船侧翻事故救援行动中牺牲，后被应急管理部批准为烈士。